# 대한민국의 구
대한민국의 구(區)는 특별시, 광역시, 시의 산하 행정 구역이다.
구에는 자치구와 자치구가 아닌 구(행정구)가 있다. 자치구는 특별시, 광역시의 산하 행정 구역으로서 시, 군과 동급인 기초지방자치단체이고, 자치구가 아닌 구(일반구,행정구)는 인구 50만 명 이상인 시(기초지방자치단체)에 둔다.

## 역사
행정 구역으로서의 구(區)라는 이름은 1943년 6월 9일 조선총독부령으로 당시 경성부(현재의 서울특별시)의 출장소를 구(區)로 개편하면서 처음 등장하였다. 광역시인 부산광역시는 1957년 1월부터, 대구광역시는 1963년 1월부터, 인천광역시 1968년부터, 광주광역시는 1973년부터, 대전광역시는 1977년 9월부터 구를 두었는데, 이들 모두 직할시(현재의 광역시)로 승격하기 전에 구를 설치했다. 
특별시와 직할시(현재의 광역시)의 구는 본래 일반시의 구와 같이 지방자치단체가 아니었으나, 지방의회를 다시 도입하면서 시군과 동격의 지방자치단체가 되어 구의원을 선출하였다.
1995년 지방자치제도가 본격 시행됨에 따라 자치구의 구청장을 선출하게 되었다. 자치구의 부구청장은 인구 규모에 따라 50만 이상인 구는 2급 지방이사관, 50만 미만인 구는 3급 지방부이사관, 15만 미만인 구는 4급 지방서기관을 임명한다. 한편, 비자치구의 구청장은 창원시와 같은 통합 특례로 3급 지방부이사관이 임명되는 예외적인 경우를 제외하고는 4급 지방서기관 중에서 임명한다.

## 자치구
자치구는 서울특별시와 6개 광역시의 산하 행정 구역이다.
시·군과 동등한 지위를 가진 기초지방자치단체로서, 자치구청장은 선출직이고 자치구의회를 두고 있다. 자치구가 아닌 구와는 다르게 하위 행정 구역으로 읍·면을 둘수 없으며 오로지 법정동 또는 행정동만을 하위 행정 구역으로 둘 수 있다. 2020년 12월 말 기준으로 전국의 자치구는 69개이다. 자치구가 가장 많은 도시는 서울특별시로 25개의 자치구가 있다. 2020년 12월 말 기준으로 인구가 가장 많은 자치구는 서울특별시 송파구(66만 7960명)이고, 인구가 가장 적은 자치구는 부산광역시 중구(4만 1523명)이다.

## 자치구가 아닌 구
자치구가 아닌 구는 행정구 또는 일반구 내지 비(非)자치구라고 한다. 행정구는 인구 50만 이상의 시에 설치되는 하위 행정 구역이다.(대한민국 지방자치법 제3조 제3항)
시와 동급의 기초지방자치단체인 자치구와는 달리 독립적인 법적 지위(법인격)를 갖지 않으며, 행정구의 구청은 시청의 업무 중 일부를 위임받아 처리하는 행정관청의 역할을 한다. 지방자치단체가 아니므로 자치권도, 구의회도, 자체의 조세징수권(구세)도 없으며, 구청장은 일반공무원 중에서 임명하고 부구청장은 없다. 행정동 뿐만 아니라 읍·면을 하위 행정 구역으로 둘 수 있다. 2017년 6월 말 기준으로 전국의 행정구는 총 32개이다. 제주특별자치도의 행정시도 행정구와 유사하지만, 행정시에는 부시장이 있다.
지방분권 및 지방행정체제개편에 관한 특별법 제40조 제1항 단서에 따르면, 인구가 50만 명 미만이더라도 면적이 1천km2 이상이고 인구 30만 명 이상인 시는 인구 50만 이상의 대도시와 같은 특례를 적용받아 행정구가 설치될 수 있다. 이 규정은 지방의 중소도시와 인근 시·군(목포시·무안군·신안군, 진주시·산청군, 원주시·횡성군, 춘천시·화천군·양구군, 안동시·예천군·의성군·청송군·영양군 등)의 통합을 촉진하기 위해서 두었으나, 현재까지 이에 따라 설치된 행정구는 없다.
옛 마산시는 인구 감소로 2000년 12월 31일에 구제를 폐지하였다. 부천시는 2016년 7월 4일에 책임읍면동제를 도입하여 행정구(소사구, 원미구, 오정구)를 폐지하였다가 2024년 1월 1일에 복원하였다.

## 사건·사고 및 논란

### 강남특별자치구 승격 논란
2015년 10월 5일 신연희 강남구청장(새누리당)이 강남구청 홈페이지에 10월 1일자로 작성된 '서울시장님께 드리는 공개질문'이라는 제목의 공개질의서를 통해 박원순 서울특별시장(새정치민주연합)에게 구 한국전력공사 부지 개발과 관련하여 부지 개발 사전 협상에 강남구청을 철저히 배제하는 이유를 물으면서 이럴 바에 서울특별시청은 차라리 가칭 '강남특별자치구' 설치를 중앙정부에 건의해 아예 강남구를 서울특별시에서 추방시키실 용의는 없는지에 대해 대답을 요구했다.
이에 대해 서울특별시청은 터무니없는 주장이라는 입장을 보였다. 김인철 서울특별시청 대변인은 '기초자치단체의 본분을 망각한 처사'라며 "강남구청장은 특정 주제보다 소통 부족이란 불명확한 내용으로 여론에 줄기차게 호소했다."고 비판했다.
2015년 10월 8일 강남구청은 보도자료를 통해 신연희 강남구청장이 박원순 서울특별시장에게 공개 질문을 하면서 쓴 '강남특별자치구'의 의미가 일부 언론에서 잘못 보도되고 있다며 우려를 표명했다. 강남구청은 ”서울특별시청은 그간 여섯 차례 대화를 요청했는데도 이해당사자인 강남구청을 배제하고 9월 30일 현대차와 양자간 협상조정협의회를 개최하기로 결정했다“며 ”강남구청을 무시한 불통행정에 대해 억울함과 답답함을 호소하기 위해 ‘강남특별자치구’라는 표현을 사용한 것“이라고 설명했다. 또한, 제주특별자치도, 세종특별자치시와 같은 특별자치구로 독립을 추진한다고 알려진 것은 사실과 다르며, 이와 관련된 법률 자문이나 내부 검토가 진행된 바 없다고 선을 그었다.
2015년 10월 14일 신연희 강남구청장이 CBS라디오 김현정의 뉴스쇼에 출연하여 ‘강남구 독립 발언’에 대해 “심각한 우려를 표시하기 위한 단어 선택이었다.”라고 밝혔다. 신연희 강남구청장은 “박원순 서울특별시장에게 강남을 유독 배제하는 이유에 대해 묻는 과정에서 차라리 ‘강남 특별자치구’ 설치를 중앙에 건의해 달라고 말했다. 이는 공개질문서를 작성해서 정중하게 건의한 것일 뿐이다.”라고 전했다.

## 같이 보기
- 대한민국의 구 목록
- 대한민국의 행정 구역